# Burdinne
Burdinne ist eine Gemeinde in der belgischen Provinz Lüttich. Sie besteht aus den Ortschaften Burdinne, Hannêche, Lamontzée, Marneffe, Oteppe und Vissoul.

## Bilder

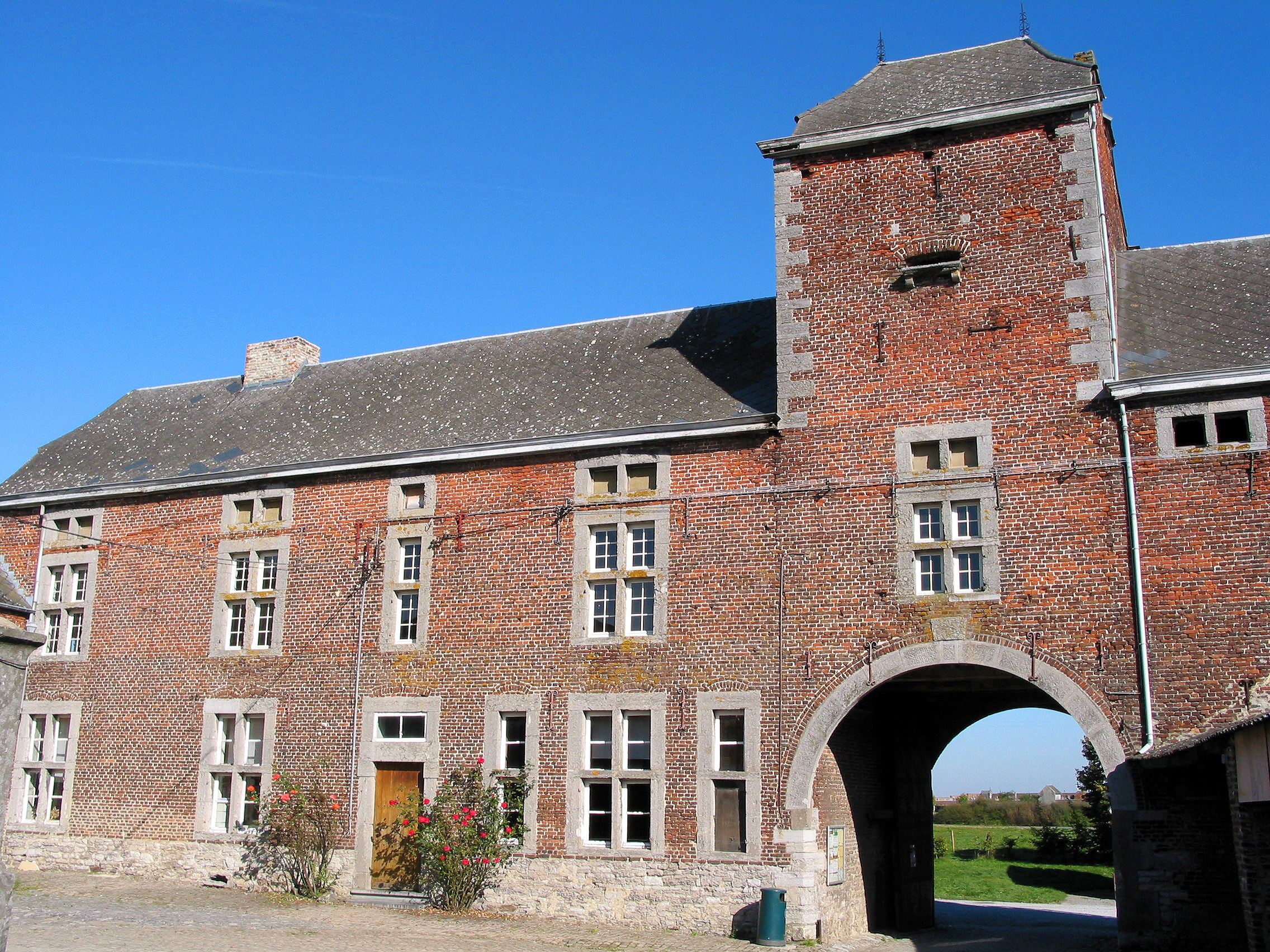
Burdinne, Schloss (16.–18. Jh.)
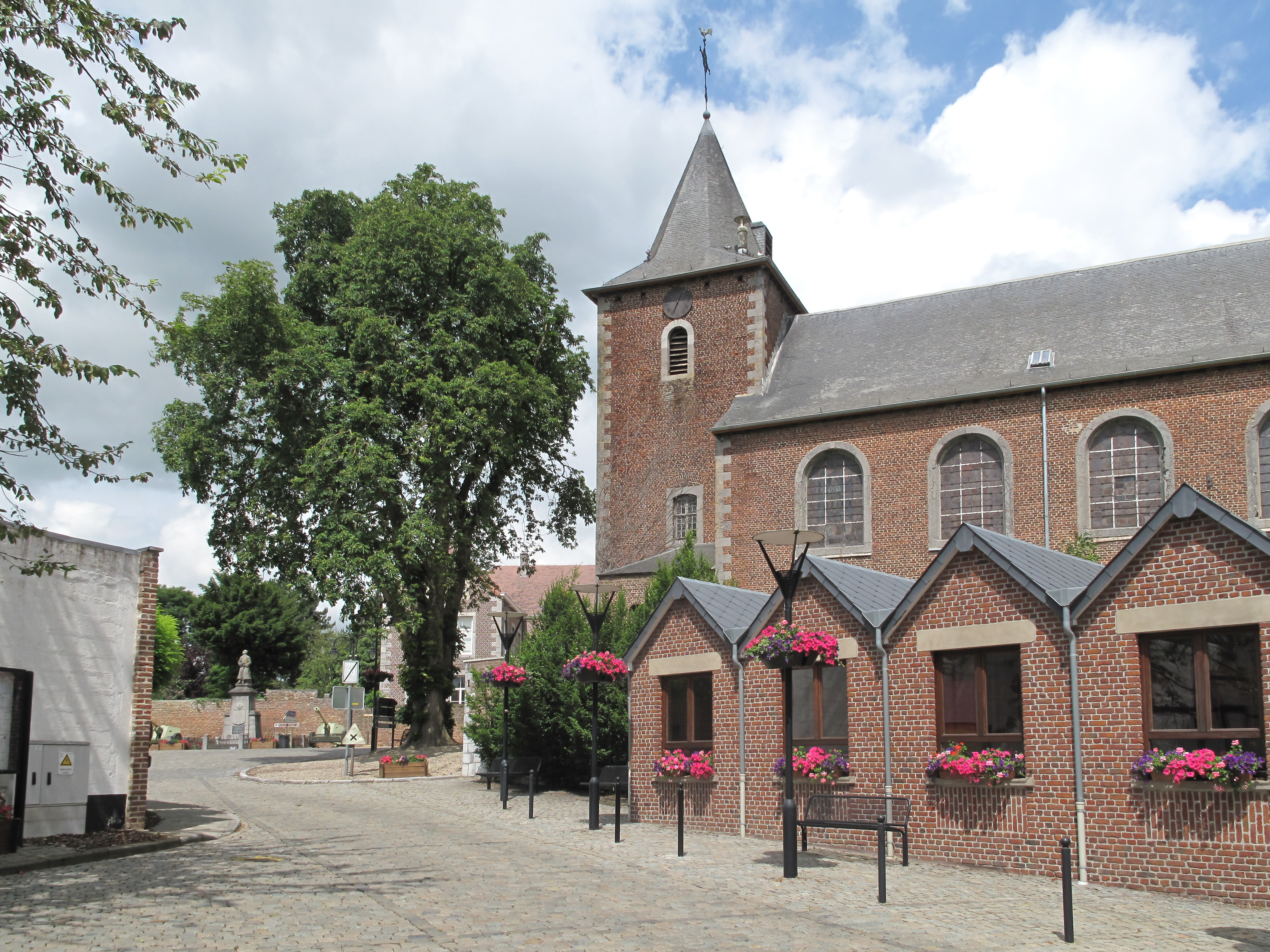
Burdinne, Kirche Mariä Geburt
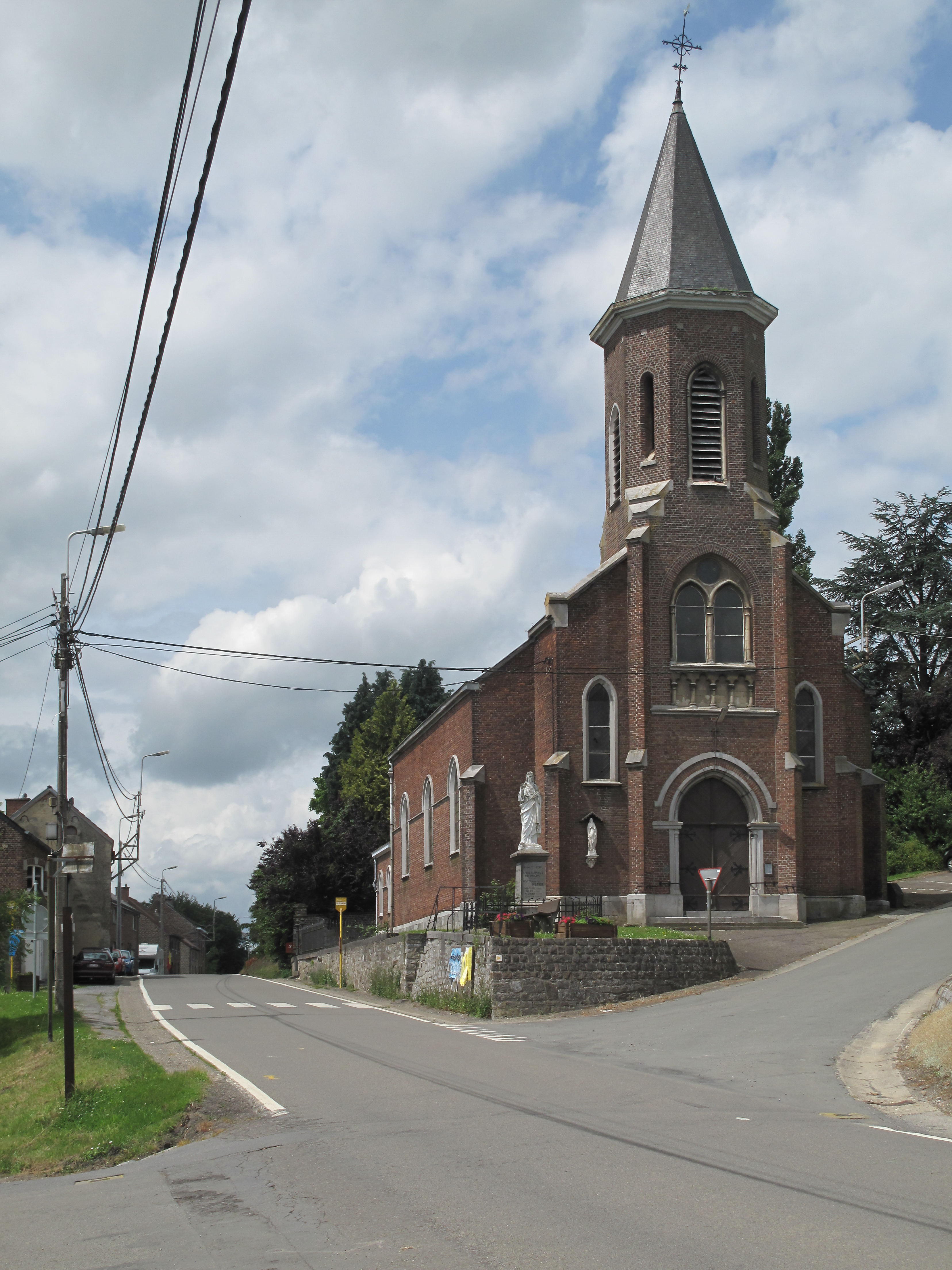
Lamontzée, Kirche Saint Maurice

## Persönlichkeiten
- Félix Scalais (1904–1967), römisch-katholischer Ordensgeistlicher, Erzbischof von Léopoldville